# Priboieni, Argeș
Priboieni este satul de reședință al comunei cu același nume din județul Argeș, Muntenia, România. Se află în  partea sud-vestică a județului, pe Valea Cârcinovului, afluent al Argeșului.

## Scurt istoric
Prima atestare documentară a satului Priboieni o constituie hrisovul din 23 mai 1515, prin care  domnul Țării Românești, Neagoe Basarab, întărește stăpânirea lui Alaman. Din tradiția locului aflăm că denumirea satului derivă de la numele unui oștean credincios al domnitorului Neagoe Basarab, Priboi, care s-a stabilit în localitate prin căsătorie, voievodul dăruindu-i ca dar de nuntă, o moșie, care s-a  transformat ulterior în satul Priboieni. Referitor la originea așezării, Constantin Rădulescu - Codin afirma că: „Satul Priboieni e de pe timpul lui Negru Vodă care a avut între oștenii cu care a gonit pe tătari și un flăcău de fel din Priboieni- Dâmbovița. Drept răsplată, a dat fiecărui oștean atâta pământ cât își va putea alerga calul într-o zi. Și a pornit acel oștean din Sămăila, a dat târcoale satului de azi și a luat bucățica de moșie, stabilindu-se în partea Priboienilor numită Paraschivești, după un copil al său.” 
Există un Hrisov din 15 aprilie 1577 al lui Alexandru al 2-lea Mircea prin care se stipulează că Stan și Sârbu au cumparat o vie în Sămăila,act  publicat în DHR,B,Tara Românească,vol.VIII;actul a fost găsit de Nica Marin Paraschivescu(în copia tradusă de Academia Română apare Nica al lui Marin Prioteasă din Priboieni, după modelul mai puțin cultivat al vremii deși în actul de naștere al numitului precum și în Catagrafia de la 1838 apare că fiul lui Marin Ion Paraschivescu,nume de familie pierdut între timp),născut în anul 1838,februarie 6 in arhiva familiei sale.O copie În format A3 a fost înmânată "tov." Ion P. Mihăilă pentru a fi depus la Muzeul comunei,dar nu știu dacă se mai găsește acolo.
În perioada dintre anii 1916-1919 și 1941-1945,în timpul campaniilor desfășurate de trupele române, din cadrul acestei zone, au căzut eroic la datorie un număr de 212 luptători, dintre care 157 eroi căzuți în războiul de întregire națională și 55 de eroi în Cel de-al Doilea Război Mondial. Localitatea Priboieni a fost transformată într-un adevărat câmp de luptă în timpul Primului Război Mondial și este consemnat faptul că incepând cu data de 16 noiembrie 1916, trupe din Divizia 14 infanterie au ocupat poziții de apărare, apoi s-au constituit detașamente de luptă, care au acționat pe linia de front de la Priboieni.

## Patrimoniul cultural-istoric
În cadrul acestei localități se află două biserici, o biserică parohială cu hramul „Nașterea Maicii Domnului”, zidită între anii 1922-1926 prin efortul preoților Marcu și Gheorghe Roșescu și biserica parohilală cu hramul „Buna Vestire”, zidită între anii 1942-1943 și ctitorită de preotul Ilie Cercel și Ion Gorgoi. Prima biserică a fost ctitorită pe locul unei biserici vechi, din anul 1845, care s-a degradat, ulterior acest lăcaș de cult suferind intervenții de consolidare și reconstruire în anii 1942-1943. Pictura murală i-a aparținut pictorului Paul Molda, și a fost efectuată în anul 1936. Iconostasul din interiorul bisericii a fost sculptat în lemn de către Dumitru Iliescu, tatăl sculptorului Gheorghe Iliescu-Călinești. Biserica parohială care are hramul „Buna Vestire” a fost proiectată de arhitectul M. Popovici și inginerul I. Stătescu, construcția, aparținându-i echipei conduse de Ion Prală. Pictura lăcașului de cult a fost realizată de către pictorul Ion Dogărescu (1943). Înainte de 1845 exista o biserică din lemn pe acest amplasament.
Monumentul eroilor din Primul Război Mondial se află situat în centrul localității, autorul acestuia fiind N. Simion. Tot în cadrul satului Priboieni se găsește încă un memorabil, unde este scris: „Pe aici nu se trece! Cocarcea, Pravăț, Mărășești, Oituz”. În fața școlii generale din localitate, se află bustul învățătorului și folcloristului Constantin Rădulescu Codin, acesta fiind realizat din bronz,  cel care a contribuit la apariția în localitatea Priboieni, în perioada anilor 1911-1916 și 1922-1926 a revistei „Prietenul nostru”, fiind atât fondatorul, cât și directorul acestei publicații.

## Specific arhitectural
Arhitectura specifică satului Priboieni corespunde cu arhitectura din zona Muscel, stilul dominant al caselor, fiind cel cu două niveluri, astfel, parterul reprezintă atât un mijloc de depozitare, cât și un spațiu locuibil, iar etajul este folosit în exclusivitate ca și locuință. Casele vechi dispun de o amplă decorație în tencuială, așezată atât pe ancadramentele ferestrelor, cât și pe consolele dintre stâlpi. Originar din localitatea Priboieni, meșterul Ion Prală a devenit promotorul adoptării  specificului arhitectural popular al zonei și a preluat elementele arhitecturale tradiționale, pentru a realiza mai multe construcții de interes public, din zona Muscelului, cum ar fi: școlile din localitățile  Greci și Suseni, Liceul din Topoloveni, precum și căminele culturale din Priboieni, Budișteni, Glâmbocata, Glâmbocel.

## Personalități culturale locale
- Ion Nestor Gogoncea (1904-1983) - învățător, a publicat studiile: „Lingiria și lingirienii”, „Marghita”, „Povești din Țara Hațegului”, autorul volumelor: „Modeste gânduri pentru toți”, „Poemul satelor Teiu Vale și Teiu Deal”.
- Eleonora Nae (1902-2000) - născută în Priboieni, s-a dedicat învățământului și culturii, fiind „dedicată trup și suflet ridicării spirituale a satului”.[7]
- Constantin Pârcălabu - poet, autorul volumului de versuri: „Mi-aud inima cum cântă”.
- Constantin Rădulescu-Codin (1875-1926) - învățător, folclorist și publicist,[8] autor al volumelor: „Monografia comunei Priboieni-Muscel” (1904), „Comorile poporului. Literatură, obiceiuri și credințe” (1906), „Școalele din județul Muscel în timpul războiului și ocupațiunii 1916-1917 și 1917-1918” (1918),  „Legende, tradiții și amintiri istorice adunate din Oltenia și din Muscel” (1910), „Muscelul nostru, vol I : Comuna Corbi și locuitorii săi” (1922), „Dragoslavele” (1923), „Câmpulungul Muscelului” (1925), „Literatură, tradiții și obiceiuri din Corbii-Muscelului”(1929).[9]

## Componențe
Componența etnică este de 95.9% români, 2.1% romi,2% Necunoscuți.
Componența confesională este de 97.8% Ortodocși 2% Necunoscuți și 0.2% Penticostali.